# The Torturer
Pour plus de détails, voir Fiche technique et Distribution.
The Torturer est un giallo italien réalisé par Lamberto Bava et sorti en 2005 directement en vidéo.

## Synopsis
Ginette est une jeune diplômée de 24 ans qui, pour tenter de s'imposer comme comédienne dans le monde du théâtre, se rend à une audition pour une pièce d'Alex Scerba, célèbre pour ses mises en scène extrêmes. Bien qu'une relation amoureuse se développe rapidement entre eux, Ginette sent que quelque chose ne tourne pas rond dans cet environnement. Après avoir appris qu'une de ses amies proches a mystérieusement disparu juste après avoir passé une audition pour devenir actrice comme elle, elle commence à enquêter non seulement sur le passé d'Alex, qui montre parfois des signes de dérangement mental, mais aussi sur la maison où elle travaille. Elle découvre bientôt une réalité glaçante et doit faire face à un individu sadique qui, déguisé sous un masque, sous prétexte de découvrir de nouveaux talents, attire des jeunes filles pour ensuite les torturer et filmer leur mort.

## Fiche technique
- Titre original italien et français : The Torturer[1]
- Réalisation : Lamberto Bava
- Scenario : Luciano Martino, Dardano Sacchetti, Michele Massimo Tarantini, Diego Cestino, Andrea Valentini
- Photographie :	Ugo Menegatti
- Montage : Raimondo Aiello
- Musique : Paolo Vivaldi (it)
- Effets spéciaux : Berto Ricci, Franco Casagni
- Décors : Maurizio Iacopelli
- Costumes : Gabriella Martino
- Maquillage : Franco Casagni, Leila Ben Barka
- Production : Angelo Frezza
- Société de production : Due P.T. Cinematografica, Dania Film, Surf Film
- Pays de production :  Italie
- Langue originale : italien
- Format : Couleurs - 1,85:1 - Son Dolby Digital - 35 mm
- Durée : 100 minutes
- Genre : Giallo
- Dates de sortie :
  - Italie : décembre 2005 (Noir in Festival) ; 11 avril 2006 (sortie DVD)
- Interdit aux moins de 12 ans

## Distribution
- Simone Corrente (it) : Alex Scerba
- Elena Burika (it) : Ginette Casoni
- Emilio De Marchi : Moscale
- Carla Cassola : Carla Scerba
- Antonella Salvucci :